# Hatšepsut
Hatšepsut, někdy též Hatšepsovet, byla královna 18. dynastie, která vládla v letech 1479–1458 př.Kr. ve starověkému Egyptu. V titulatuře a na vyobrazeních tato panovnice vždy vystupovala jako muž – faraon. Identifikace její mumie byla oznámena 27. června 2007.

## Život

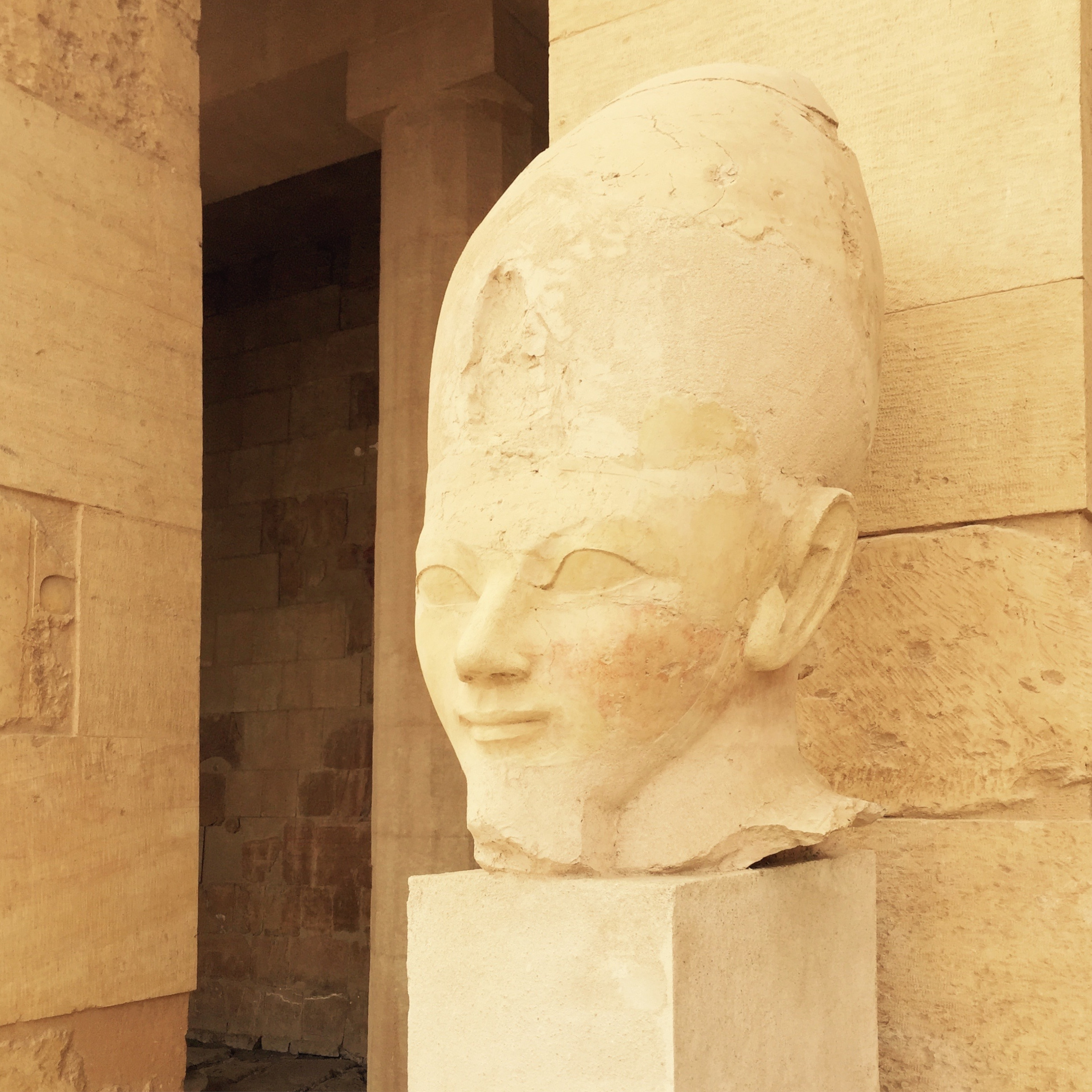
Busta Hatšepsut

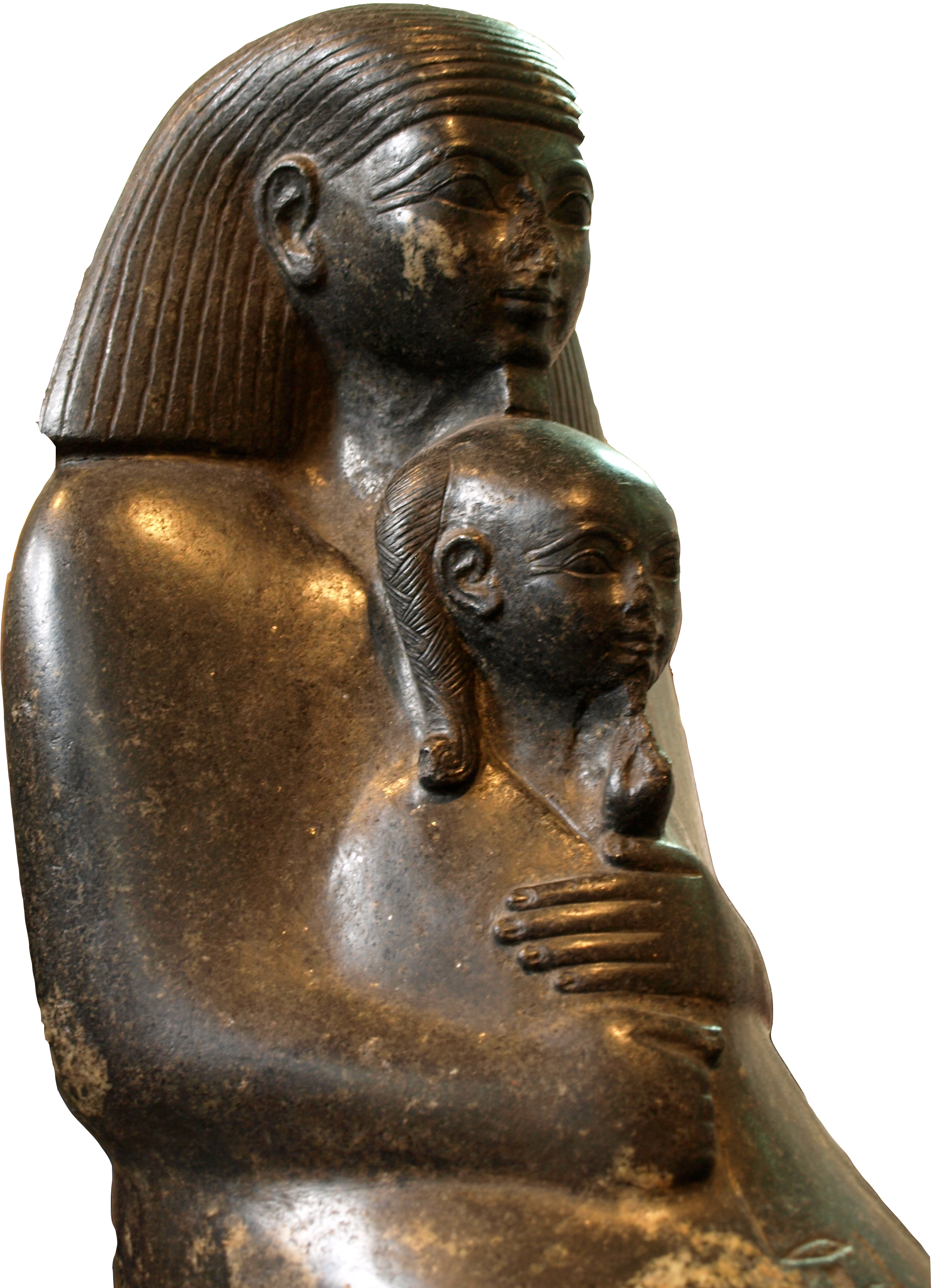
Socha Senenmuta s dcerou Hatšepsut a Thutmose II. Nefrure

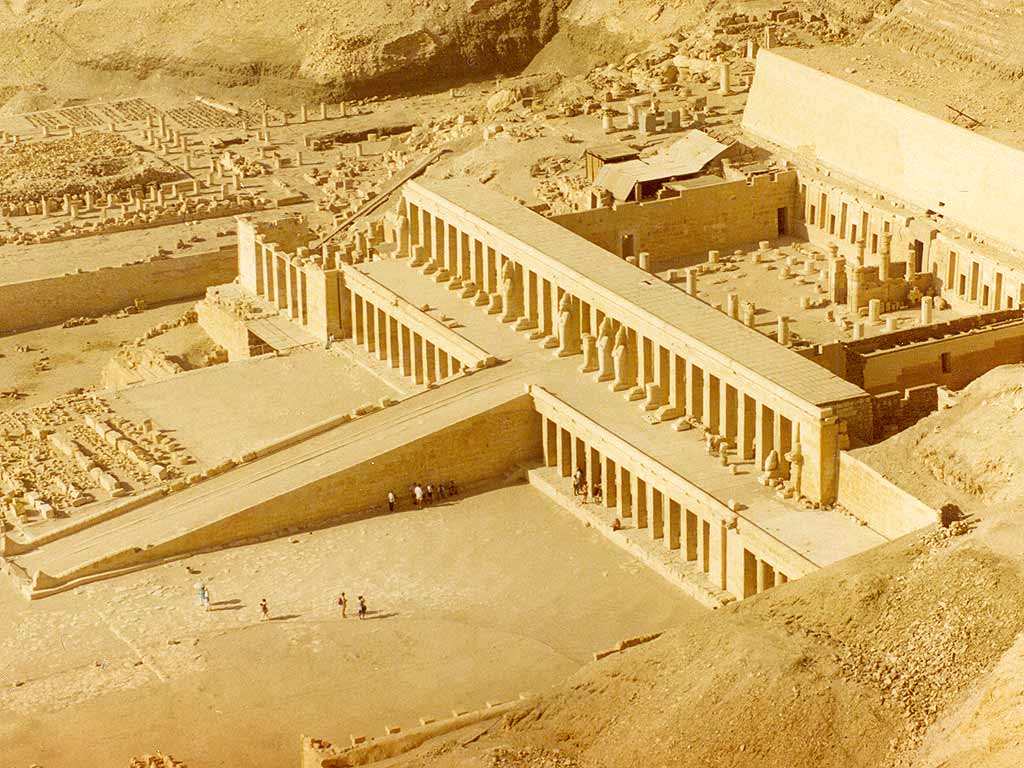
Chrám Hatšepsut v Deir el-Bahari

Byla dcerou Thutmose I. (vláda přibližně v letech 1479–1458 př.Kr.), a protože sňatky mezi blízkými příbuznými v královské rodině nebyly tehdy ničím neobvyklým, záhy se stala chotí svého nevlastního bratra Thutmose II. (vláda 1482–1480 př.Kr.). Porodila mu jen dceru Neferu-Ré, nikoliv tedy mužského dědice. 
Hatšepsut se někdy nazývala dětskou verzí svého jména – Hatusu. Její trůnní jméno znělo Ma'atkare' – „Maat je duší Reovou“.

## Vláda
Když Thutmose II. předčasně zemřel, měl egyptský trůn připadnout jeho synovi Thutmosi III. (1479–1425 př. Kr.), kterého panovník měl s vedlejší ženou Eset ze svého harému. Korunní princ a následník byl však ještě příliš mladý a nepřipravený na to, aby mohl vládnout. Panování se, jako regentka, ujala Hatšepsut a po šesti letech vlády si přisvojila titul faraona s formálním spoluvládcem Thutmose III. Svoji funkci zdůrazňovala mužským oblečením včetně připínáním nepravého vousu při ceremoniálních akcích. Její vládu podporovali kněží Amonova kultu, úředníci a zřejmě i obecný lid. Byla dobově dobře vzdělaná a zkušená ve správních strukturách říše. Vedla výpravy do Nubie, Palestiny i země Punt. Z výprav do země Punt, která se pravděpodobně rozkládala ve východní Africe nebo na arabském pobřeží Rudého moře, se dováželo kadidlo a parfémy. O této výpravě vypovídají nástěnné malby v zádušním chrámu Dér el-Bahrí. Po její smrti se Thutmose III. stal samostatným panovníkem. Starší literatura uvádí, že Thutmose ihned po svém nástupu na trůn začal ničit sochy, které zpodobňovaly Hatšepsut a její jméno smazával ze všech nápisů, a to z důvodů „pomsty“. Nové výzkumy ovšem ukázaly, že památníky královny nebyly odstraňovány na počátku, ale naopak na konci samostatného králova vládnutí a že to nebylo nikterak důsledné. Byla druhou doloženou královnou Egypta (po Sobekneferu).

## Chrám královny

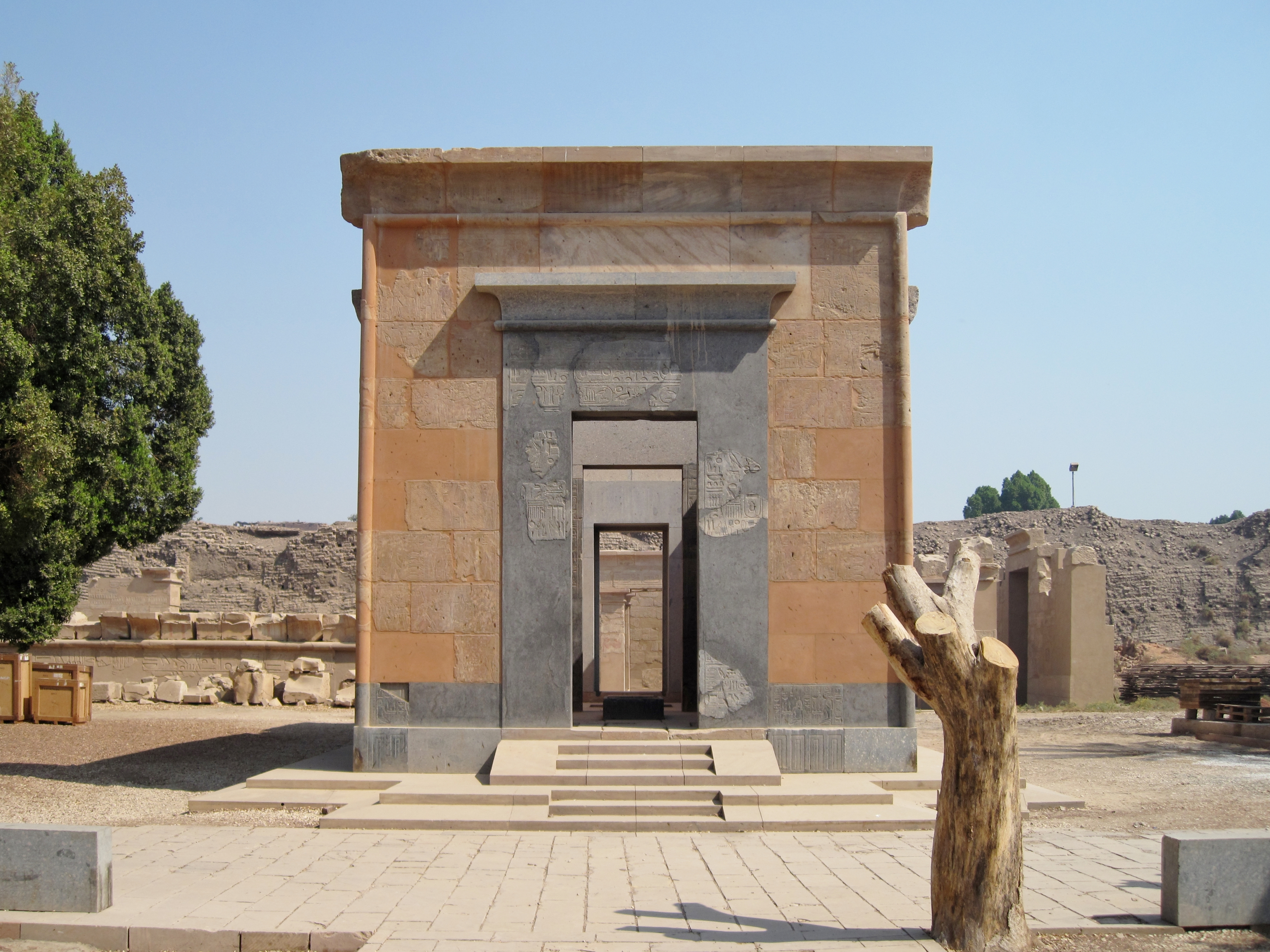
Kaple Hatšepsut v Karnaku

Hatšepsut nechala vztyčit v Karnaku, před velechrámem boha Amona, dva obelisky. Obelisky byly zhotovené z jediného kusu červené žuly a byly zvednuty pouze s pomocí lan. Výškou i vahou převyšovaly všechny do té doby vybudované. Jejím hlavním dílem bylo vystavění svatyně a zádušního chrámu v Dér el-Bahrí. Tato lokalita se nachází na západním břehu Nilu naproti Karnaku v širokém údolí Libyjského masivu. Hatšepsutin chrám je přilepen na horský masiv a částečně zapuštěn přímo do skály. Cesta k němu vedla územím osázeným tamaryškovým hájem. V současnosti je toto území tvořeno pouze suchou, vyprahlou krajinou bez jakýchkoliv rostlin. Chrám se rozkládá na třech terasách, které se opírají o stěny, po jejichž stranách stojí sloupořadí a jsou vzájemně propojeny hlavní vzestupnou rampou. Na vnější straně některých sloupů jsou sochy boha Usira. Tato výjimečná stavba v dokonalé harmonii s přírodou je dílem nejvynalézavějšího architekta starého Egypta – Senenmuta. Jeho hrobka spočívá poblíž své královny. V egyptštině znělo jméno Hatšepsutina chrámu Džeser-Džeseru, v češtině znamená nejposvátnější z nejposvátnějších. Součástí Hatšepsutina chrámu byla také tzv. Hathořina kaple, v níž obyvatelé Théb obětovávali bohyni lásky. Královna Hatšepsut nechala ve svém chrámu vytesat příběh o svém božském zrození. Došlo k němu údajně spojením Nejvyššího boha Amona a Hatšepsutiny matky, manželky Tutmose I. královny Ahomse.

## Identifikace mumie
Z archeologických nálezů H. Cartera, který v roce 1903 odkryl hrobku KV20, se v hrobce patřící Tuthmosovi I. vyskytly indicie, že zde původně měla být i rakev a mumie královny Hatšepsut. Při stěhování mumií kněžími v 21. dynastii se v hrobce KV60, kromě jiných, našly dvě rakve mumií, jedna menší připisovaná „králově sestře“, pravděpodobně manželce faraona Sekenenre Tao Tetišeri, ve druhé byla mumie se znaky obezity, o které se usuzovalo, že by to mohla být mumie Hatšepsut. Všechny mumie z KV60 byly přemístěny do Egyptského muzea v Káhiře. Většina z nich byla identifikována se členy ze 17. až 21. dynastií. Některé neidentifikované byly uloženy do depozitu muzea. V rámci projektu genealogie Tutanchamonovy rodiny se také provedlo testování DNA
včetně sporné mumie. Prokázalo se, že mitochondriální DNA Hatšepsut souhlasí s královnou Ahmose-Neferatri manželkou Thutmose I., tedy její prabábě. Antropologie mumie ukázala, že se Hatšepsut dožila ~50 let, trpěla cukrovkou a zemřela na rakovinu kostí. Pravděpodobný rekonstruovaný vzhled Hatšepsut ve středním věku ukazuje mírně obézní ženu.